# ديفيد لي (أستاذ جامعي)
ديفيد لي (بالإنجليزية: David Leigh)‏ هو صحفي بريطاني، ولد في 1946.

## وصلات خارجية
- ديفيد لي على موقع IMDb (الإنجليزية)
- ديفيد لي على موقع قاعدة بيانات الفيلم (الإنجليزية)